# Charles Oscar Haag
Karl (Charles) Oscar Haag, född 16 december 1867 i Norrköping, död 18 september 1933 i Winnetka, Illinois, USA, var en svensk-amerikansk skulptör.
Han var son till  Karl Johan Wilhelm  Haag och Anna Person och från 1903 gift med Olivia Sofia Olson. Haag kom i 12-årsåldern i urmakerilära men övergav den utbildningen och började studera vid Slöjdföreningens skola i Göteborg 1887 och fortsatte därefter sina studier i Tyskland, Wien, Italien och Schweiz samt för Jean-Antoine Injalbert i Paris. I Schweiz bedömdes han talang vara så stor att han under sin vistelse där arbetade som assisterande lärare vid en konstskola vid Winterthur under ett års tid. Han begav sig till New York 1903 och vistades i staden och på östkusten under sex år innan han flyttade till Winnetka. Han medverkade i utställningar i USA och vid en utställning 1906 inköptes verket Accord av Metropolitan Museum of Art i New York, vid den svensk-amerikanska konstutställningen i Chicago 1911 belönades han med första pris för skulpturen Effort. Bland hans offentliga arbeten märks The American Fountain i Johnstown. Hans konst består av skulpturer, reliefer i lera, gips, terrakotta, brons och trä. Ett antal av hans verk visades i Norrköping 1949.